# Sielsowiet Plissa (obwód witebski)
Sielsowiet Plissa (biał. Пліскі сельсавет, Pliski sielsawiet; ros. Плисский сельсовет) – sielsowiet na Białorusi, w obwodzie witebskim, w rejonie głębockim, z siedzibą w Plisse.

## Demografia
Według spisu z 2009 sielsowiet Plissa zamieszkiwało 2347 osób, w tym 2206 Białorusinów (93,99%), 61 Rosjan (2,60%), 49 Polaków (2,09%), 13 Ukraińców (0,55%), 15 osób innych narodowości i 3 osoby, które nie podały żadnej narodowości.
Do 2019 liczba ludności spadła do 1691 osób. Największymi miejscowościami były wówczas Plissa (367 mieszkańców), Hatowszczyzna (218 mieszkańców), Maciukowo (196 mieszkańców), Bortniki (139 mieszkańców) i Suklino (121 mieszkańców). Liczba ludności żadnej z pozostałych miejscowości nie przekraczała 94 osób.

## Geografia i transport
Sielsowiet geograficznie położony jest na Pojezierzu Białoruskim, a historycznie na Wileńszczyznie, w środkowej i północnej części rejonu głębockiego. Największą rzeką jest Mniuta.
Przez sielsowiet przebiega droga republikańska R45.

## Miejscowości
- agromiasteczka:
  - Hatowszczyzna
  - Mniuta 1
- wsie:

| - - Bortniki - Drabowszczyzna - Dubowszczyzna - Dworzyszcze - Hornostaje - Horowe 1 - Horowe 2 - Jankowo - Józefowo | - - Kamieńszczyzna - Kukry - Maciasy - Maciukowo - Markowo - Mniuta 2 - Osowo - Oziorki | - - Plissa - Porzecze - Protasy Jakubieńskie - Protasy Kukrowskie - Roszcza - Soino - Starniki - Suklino | - - Szabany - Szczerby - Szepielowo - Tołściki - Usowo - Wielec - Wołkowo - Wołodźkowo | - - Zabłocie - Zaborze - Zadoroże - Zakrzewszczyzna - Zamosze - Zaułki - Żołnierczyki - Żynie |

- chutory:
  - Arciomy
  - Bród
  - Gińki
  - Jakubionki
  - Karcze 1
  - Łozino
  - Ojczyzna
  - Stodoliszcze